# 蒋在球
蒋在球（1929年—1984年），广西全州人，中华人民共和国政治人物。
担任广西省劳模。全州初、高级农业合作社社长。1954年，当选第一届全国人民代表大会代表。